# Lars Engels
Lars Engels (født 19. april 1942, død 14. august 2022) var en dansk dokumentarfilmsinstruktør tidligere ansat i DR (1976-2005). Engels lavede flere dokumentarfilm om livets skyggesider, herunder om prostitution og narkomani. Engels' observerende og underspillede fortælleform er blevet betegnet som cinéma vérité (en), ligesom Engels også er blevet sammenlignet med den amerikanske dokumentarist Frederick Wiseman.
Engels var oprindelig kemilærer, bl.a. på Jonstrup Seminarium og på Danmarks Lærerhøjskole, og han udgav lærebøger i kemi. Han var uddannet fra Den Danske Filmskole i 1976. Siden blev han ansat i DR, hvor han instruerede ca. 60 dokumentarfilm. I november 2005 blev han opsagt fra DR. Samme måned modtog han LO's kulturpris på 100.000 kr.
Engels var medlem af hovedbestyrelsen i Dansk-Cubansk Forening, der er kommunistisk præget.

## Filmografi
- Havanas Psykiatriske Hospital, 1974.
- (sammen med Merete Borker) De gale i Havana, 1978.
- Morten maler, 1981.
- Sindslidelser, 1981.
- Et kontor i to etager, 1983.
- (sammen med Lene Bredsdorff og Bjørn Erichsen) Slip freden løs, 1983.
- Fængselsbilleder, 1984.
- Tre historier fra Sølager, 1985.
- Rapport fra Helsingør politistation, 1985.
- Rapport fra et kernekraftværk, 1987.
- Fangersamfundet Scoresbysund, 1987.
- Narko bag tremmer, 1988.
- Hævnen er vor – et portræt af fange nr. 22, Palle Sørensen, 1989.
- Natlæger, 1990.
- I lejligheden ved siden af, 1991.
- Orkanens øje, 1991.
- Klaus Rifbjergs verden, 1991.
- Pigerne fra Halmtorvet, 1992.
- Alle disse dage, 1993.
- Den store aktion, 1994.
- Et glas vand til Johnie, 1994.
- Havregrød til Egon, 1995.
- Piger i Vestre Fængsel, 1996.
- Dømt til behandling, 1997.
- Breve til justitsministeren, 1998.
- Dommens dag, 1998.
- Historier fra en politistation, 2000-01.
- Pigen, der troede hun kunne flyve, 2004.